# SBA Communications
SBA Communications — американський інвестиційний фонд нерухомості, що володіє і обслуговує вежі та інші споруди, які використовуються для стільникового зв'язку в Сполучених Штатах Америки, а також в Канаді, Центральній Америці та Південній Америці. Станом на 2020 рік компанія володіє близько 30000 веж стільникового зв'язку, їх найбільший ринок — Бразилія, де фонд володіє понад 10000 вежами. Фонд надає різні послуги з розробки та проектування мереж, аудит локацій, пошук потенційних місць розташування веж та антен, допомога при купівлі або оренді локацій, допомога в отриманні дозволів, будівництво веж, встановлення антен, встановлення, введення в експлуатацію та технічне обслуговування радіообладнання.